# Certificado UTZ

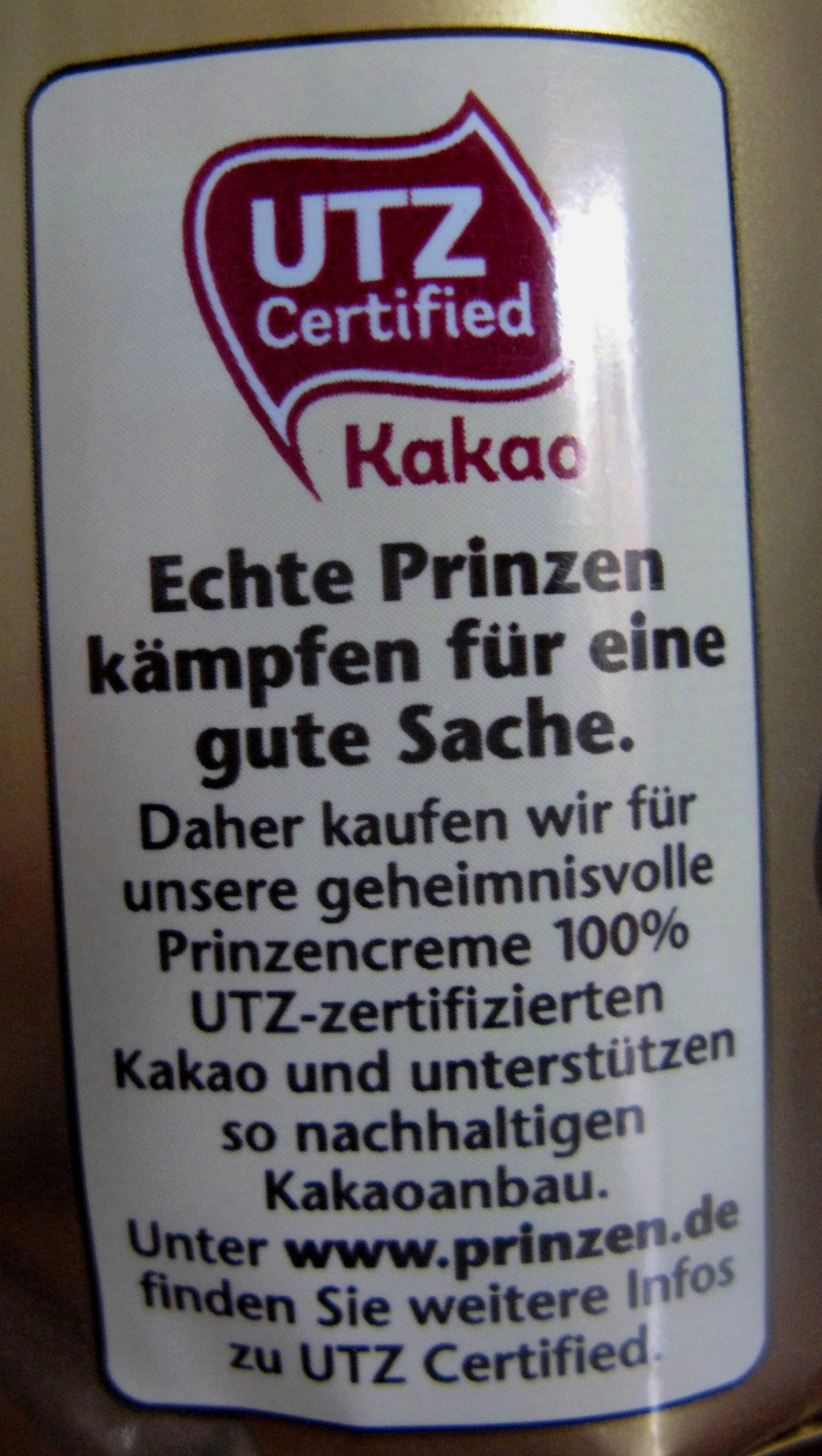
Certificado UTZ - El papel del Príncipe.

El Certificado UTZ es un programa y una etiqueta para la agricultura sostenible. La etiqueta de Certificado UTZ se presentó en más de 10.000 paquetes de productos diferentes en más de 116 países. A partir de 2014, Certificado UTZ es el mayor programa para el cultivo sostenible de café y cacao en el mundo. El programa Certificado UTZ cubre buenas prácticas agrícolas, gestión de las explotaciones, las condiciones sociales y de vida, y el medio ambiente.

## Historia
UTZ fue lanzado en 2002 como Utz Kapeh, que significa 'buen café' en el idioma Maya, Quiché. Fue fundado por Nick Bocklandt, un cultivador de café belga de Guatemala, y Ward de Groote, un tostador de café holandés, con el objetivo de implementar la sostenibilidad a gran escala en el mercado mundial. Solidaridad (www.solidaridadnetwork.org) fue otro co-iniciador del Certificado UTZ y ayudó a UTZ a convertirse en un estándar global a través del apoyo financiero y de ejecución sobre el terreno.
El 7 de marzo de 2007, la Fundación Utz Kapeh cambió oficialmente su nombre y el logotipo de Certificado UTZ.

## Productos
Café
Certificado UTZ es el programa de sostenibilidad más grande en el mundo para el café. En 2012, el 9% del café que se producía en el mundo era de CERTIFICADO UTZ (716,000 MT, de la producción mundial de 8.200.000 MT).
Cacao
El 10 de octubre de 2007, el Programa de Cacao se puso en marcha. Certificado UTZ cooperó con Ahold, Cargill, Heinz Benelux, Mars, Nestlé y ECOM para establecer un nuevo sistema de certificación y trazabilidad para el cacao sostenible. Solidaridad y Oxfam Novib también apoyaron la iniciativa desde el principio. En 2009 los primeros productos de cacao de Certificado UTZ llegaron al mercado. A partir de 2014, Certificado UTZ es el programa de sostenibilidad más grande para el cacao en el mundo. Por ahora, más de 336 300 productores de cacao de 16 países son Certificado UTZ. En 2012, el 13% del cacao producido en el mundo era Certificado UTZ (535.000 MT, de la producción mundial de 2.889.000MT).
Té
El programa Certificado UTZ para té y rooibos se puso en marcha en 2007.
Avellanas
Certificado UTZ está ejecutando un proyecto piloto en Turquía para explorar las posibilidades de sostenibilidad.

## Código de Conducta

### Resumen del Código de Conducta
El programa de certificación UTZ se basa en el Código de Conducta de Certificado UTZ: un conjunto de criterios sociales y ambientales de las prácticas de cultivo responsable y la gestión agrícola eficiente. El café, los productores de cacao y té que están certificados UTZ cumplen con este código. El Código de Conducta de la versión 2014 está basado en el ILO Conventions y la experiencia de muchos actores diferentes, incluyendo los agricultores que lo utilizan. El Código se ha desarrollado en un proceso amplio de stakeholder y por lo tanto ampliamente aceptado.[cita requerida] Un código base es aplicable a todos los agricultores, y también hay requisitos adicionales en los módulos específicos de productos de café, cacao y té. El sistema de certificación se basa en un modelo de mejora continua. Los productores tienen que cumplir con las normas de seguridad básica y calidad desde el primer año. Puntos de control adicionales se añaden en los años siguientes.

### Categorías comunes en el Código de Conducta
Los criterios del Código de Conducta de Certificado UTZ se dividen en cuatro categorías:
Gestión Agraria
- Medidas para optimizar el rendimiento
- Sistema de gestión interna para grupos, con responsabilidades que incluyen:
  - Arreglar las inspecciones internas anuales
- Mantenimiento de registros
- Evaluaciones de riesgo
- Formación y sensibilización
- Grabación de los volúmenes en el sistema de seguimiento de Certificado UTZ

Prácticas Ganaderas
- Elección de la variedad de siembra apropiada
- Mantenimiento agrícola
- Manejo de la fertilidad del suelo
- Diversificación de la producción para apoyar la diversidad ecológica y la capacidad de recuperación económica
- Manejo integrado de plagas
- Elección y uso responsable y apropiado de agroquímicos y fertilizantes, y los registros de la aplicación
- Riego
- Manipulación del producto durante y después de la cosecha

Condiciones sociales y de vida
- Aplicación de las leyes nacionales y convenciones OIT con respecto a los salarios y las horas de trabajo, incluyendo el concepto de salario digno para las explotaciones individuales
- No trabajo forzado o trabajo infantil
- Libertad de asociación y la negociación colectiva
- Condiciones de trabajo seguras y saludables, incluyendo:
  - Ropa de protección para el trabajo con productos químicos
  - Entrenamiento de seguridad de los trabajadores en su propio idioma
- Equidad de género
- No discriminación
- Libertad de expresión cultural
- Acceso a la educación para los niños
- Acceso a una vivienda digna, agua potable y asistencia sanitaria para los trabajadores y sus familias

Medio ambiente
- Uso eficiente de agua y energía
- Gestión de residuos
- Promoción de la diversidad ecológica
- Protección de la naturaleza
- No deforestación de bosques primarios
- Respeto a áreas protegidas
- Protección a especies en peligro
- Reducción y prevención de erosión
- Medidas de adaptación al cambio climático

### Módulos específicos del producto en el Código de Conducta
Café
- Fermentación y manejo correcto de café después de la cosecha
- Tratamiento de aguas residuales del procesamiento

Cacao
- Uso de árboles de sombra
- Secado y fermentación correctos

Té
- Cosecha realizada en el momento adecuado
- Manejo correcto de las hojas cosechadas
- Control de calidad
- Gestión de la energía y de las aguas residuales

Rooibos
- Rotación de cultivo
- Cosecha realizada en el momento adecuado
- Manejo correcto posterior a la cosecha
- Prevención de incendios forestales
- Identificación y protección de áreas silvestres rooibos

### Cadena de custodia
Para mejorar la garantía de que un producto de consumo con un logotipo de certificación UTZ en efecto se enlaza a un productor certificado UTZ, el programa UTZ CERTIFIED contiene los requisitos de Cadena de Custodia. Se trata de un conjunto de requisitos administrativos, logísticos y técnicos a nivel de la cadena de trazabilidad. Estos requisitos incluyen criterios para la separación de los productos Certificado UTZ y productos certificados convencionales/no-UTZ, y mantener un registro de proveedores directos y compradores.

### Seguimiento
El Certificado UTZ del café, el cacao y el té se puede rastrear a través de la cadena de suministro, ya que UTZ utiliza un sistema de seguimiento basado en la web.
Cuando un productor certificado UTZ vende sus productos (por ejemplo, café, cacao, té) a un comprador registrado como certificado UTZ, el producto es anunciado en el sistema web basado en el Certificado UTZ. De esta manera el vendedor anuncia cuando está enviando qué cantidad a quién. El comprador es notificado y necesita confirmar esto en el sistema de seguimiento. Certificado UTZ asigna un número de seguimiento único a este lote. Al final de la cadena de suministro, el fabricante del producto final utiliza el número de seguimiento único para saber que su producto se vincula de manera creíble a una fuente certificada. Algunas marcas utilizan este sistema de seguimiento único para hacer el producto rastreable para sus consumidores.

#### Servicios de Seguimiento
Los servicios de seguimiento de Certificado UTZ han desarrollado, implementado y actualmente están gestionando el sistema de seguimiento para la Mesa Redonda sobre Aceite de Palma Sostenible. Este sistema fue lanzado en diciembre de 2008.

### Certificación
Los auditores de terceras partes independientes, hacen inspecciones anuales para asegurar que los productores de café cumplen con el Código de Conducta.
Organismo de certificación
Un Organismo de certificación (CB) es un certificador de terceras partes independientes. Una vez aprobado por Certificado UTZ, estas organizaciones llevan a cabo inspecciones de certificación anuales de los productores de café, cacao y té para determinar si cumplen con el Código de Conducta de Certificado UTZ y los requerimientos de la Cadena de Custodia.
Agrónomos entrenados
Un agrónomo entrenado por Certificado UTZ es un consultor técnico específicamente capacitado para ayudar a los productores a cumplir con el Código de Conducta del Certificado UTZ. Agrónomos entrenados pueden asesorar sobre la aplicación práctica de los elementos del Código y dar instrucciones sobre el mejoramiento de la eficiencia en la gestión de las explotaciones.

## Impacto
En 2014, Certificado UTZ publicó su primer informe de impacto. Este reunió 24 estudios y datos externos recogidos por Certificado UTZ. Demostró que las granjas de cacao, café y té de Certificado UTZ generan mayores rendimientos y mejores cosechas de calidad que las granjas convencionales y ser entrenados en el Código de Conducta UTZ ayuda a los agricultores a mejorar sus conocimientos y adoptar prácticas agrícolas sostenibles.

## Precios
Café, cacao y té con una certificación UTZ han añadido valor en el sentido de que asegura a los compradores que se ha elaborado con arreglo a una norma reconocida internacionalmente para la producción responsable, por ejemplo, de acuerdo con el Código de Conducta de Certificado UTZ. El precio para el café certificado UTZ se determina en el proceso de negociación entre el comprador y el vendedor. Certificado UTZ no interfiere en las negociaciones de precios. A diferencia del Comercio Justo, no se fija un precio mínimo de compra. En cambio, el enfoque en las buenas prácticas agrícolas en el programa UTZ tiene por objeto permitir a los agricultores aumentar la cantidad y calidad de su producción, y por lo tanto aumentar sus ingresos.

## Críticas
La certificación del Certificado UTZ, como el programa de certificación de café, Alianza para Bosques, ha sido criticada, ya que no ofrece a los productores un precio mínimo o garantizado para su cultivo. Algunos consideran que las organizaciones de productores con certificación UTZ son vulnerables a la volatilidad del mercado del café.  La diferencia de precio y el hecho de que las empresas informativas no pagan los gastos de comercialización para uso del logo, hace a la etiqueta de Certificado UTZ considerablemente más barata que el Comercio Justo para las empresas y los agricultores interesados en aprovechar el mercado ético.[cita requerida]
Michael Conroy, un consultor independiente de certificación para el desarrollo sostenible, criticó el Certificado UTZ en su libro 2007 Branded!: «las normas ambientales de Certificado UTZ son mucho más débiles que las de cualquiera de Comercio Justo o la de Alianza para Bosques». Las normas de Certificado UTZ, por ejemplo, anuncian explícitamente que las plantas de café modificadas genéticamente, a pesar de no estar disponibles en la actualidad, serían permitidas, siempre y cuando los agricultores obedezcan las normas locales sobre su uso. Cualquier tipo de fertilizante químico se puede utilizar siempre que un asesor externo, técnicamente calificado, haya determinado la cantidad de fertilizante a utilizar. Ningún plaguicida o fungicida químico prohibido en la Unión Europea, los E.U.A. o Japón puede ser utilizado, pero cualquier que sean aceptables en esos tres mercados son aceptables en las fincas cafetaleras si se aplican "de acuerdo a la etiqueta".
En julio de 2012, la revista alemana "Ökotest" publicó un artículo etiquetando a Certificado UTZ, entre otras, como injusto, debido a la falta de la pre-financiación y los precios de compra mínimos garantizados. En respuesta, Certificado UTZ afirmó que la fundación no tiene en cuenta sus estándares de comercio justo, ni que éste afirma que son, mientras que mantiene que sus normas contribuyen positivamente al desarrollo sostenible de las comunidades agrícolas tropicales.
Certificado UTZ también ha sido criticado en cuanto a sus normas de remuneración del trabajo asalariado - sólo requiere que se sigan las leyes nacionales. Además, varios observadores han criticado el programa por su falta de pre-financiaciones y de ayuda a los productores.[cita requerida]